# Памятник Григорию Потёмкину (Херсон)
Памятник Г. А. Потёмкину в Херсоне был расположен в центре Потёмкинского сквера.
Создан к 45-летней годовщине погребения в городском соборе основателя Херсона, князя Потёмкина, по модели, изваянной в 1831 г. академиком И. П. Мартосом. В конце 1836 г. занял своё место в центре города. Автором массивного гранитного пьедестала стал итальянский архитектор Франц Карлович Боффо, в 1820—1830-х годах много работавший в Одессе и выполнивший пьедестал к памятнику Ришельё работы того же Мартоса. В 1840 году вокруг памятника был высажен бульвар, названный Потёмкинским, и обнесённый оградой.
После прихода к власти большевиков (1917) памятник Потёмкину был закрыт брезентом, из-за чего в народе получил прозвище «херсонский призрак». Наконец его сняли с постамента (27.04.1927) и перенесли во двор Херсонского историко-археологического музея. В начале 1944 года, когда Херсон освободили советские войска, памятника уже не обнаружили. В 2003 году к празднованию 225-летия города он был восстановлен (с многочисленными изменениями) херсонским скульптором Юриком Степаняном.

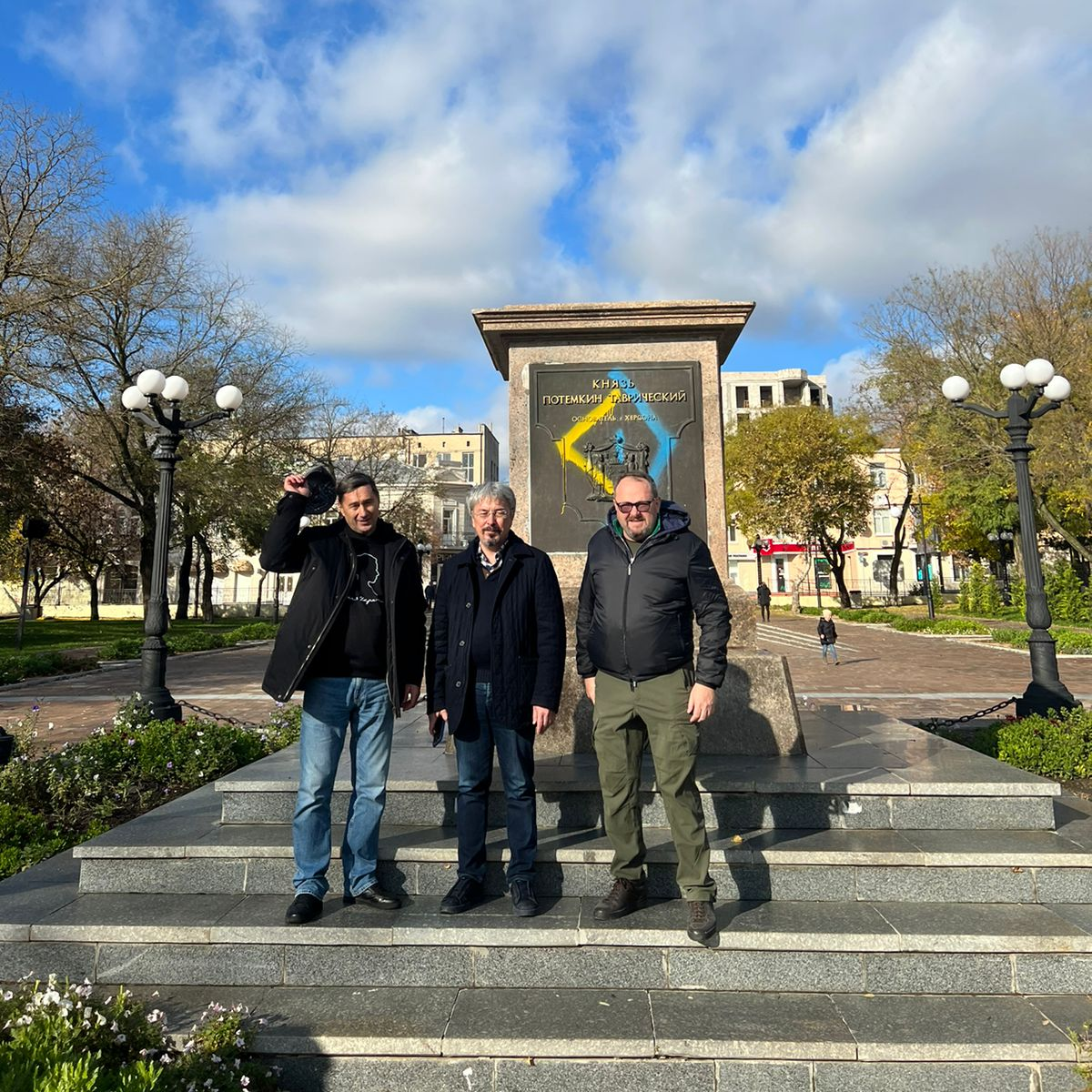
Постамент от памятника (2022)

В октябре 2022 года вместе с памятниками Ушакову, Суворову и Маргелову, а также прахом Потёмкина, был вывезен из Херсона отступающими российскими войсками. Они вывезены на левый берег Херсонской области, заявил тогда врио главы оккупационной администрации Владимир Сальдо.